# Bandai Namco Pictures
Bandai Namco Pictures Inc. (яп. 株式会社バンダイナムコピクチャーズ  кабусики-гайся Бандай Намуко Пикутя:дзу), или BN Pictures, — японская аниме-студия и производственное предприятие. Отделившаяся структура студии Sunrise Inc., дочерняя компания Bandai Namco Filmworks. Компания образована как часть плана среднесрочного управления Bandai Namco Holdings по реструктуризации Bandai Namco Group. Все аниме и производственные подразделения Sunrise, целевая аудитория которых были дети и семьи, переданы BN Pictures. Компания начала свою деятельность в апреле 2015 года.

## Работы и права интеллектуальной собственности, переданные от Sunrise
- Aikatsu!
- Gintama
- Sgt. Frog
- Dinosaur King
- Tiger & Bunny
- Teiruzu obu ji Abisu
- Tribe Cool Crew
- Battle Spirits
- Phi Brain

## Работы

### ТВ сериалы
- Aikatsu! Idol Katsudou (совместно с Telecom Animation Film) (2012—2016)
- Tribe Cool Crew (2014—2015)
- Battle Spirits: Burning Soul (2015—2016)
- Gintama° (2015—2016)
- Brave Beats (2015—2016)
- Battle Spirits: Double Drive (2016)
- Aikatsu Stars! (2016)
- Heybot! (2016)
- Dream Festival! (совместно с Ajia-do Animation Works) (2016)
- Gintama. (2017)
- Aikatsu Friends! (2018)
- Aikatsu on Parade! (2019)
- Welcome to Demon School! Iruma-kun (2019)
- Aikatsu Planet! (2021)
- Cestvs: The Roman Fighter (2021)
- Welcome to Demon School! Iruma-kun Season (2021)
- Birdie Wing: Golf Girls' Story (2022)
- Raven of the Inner Palace (2022)
- Welcome to Demon School! Iruma-kun Season 3 (2022)
- Birdie Wing: Golf Girls' Story Season 2 (2023)
- Wistoria: Wand and Sword[англ.] (в сотрудничестве с Actas; 2024)
- «Покинув группу А-ранга, я направился вместе со своими бывшими учениками в глубины лабиринта[англ.]» (2025)
- Mashin Creator Wataru[англ.] (2025)
- Rock Is a Ladyʼs Modesty[англ.] (2025)
- 3-Nen Z-Gumi Ginpachi-Sensei (2025)
- Shabake[англ.] (2025)

### OVA
- Gintama: Jump Festa 2015 Special (2015)
- Gintama°: Aizome Kaori-hen (2016)

### Фильмы
- Kaiketsu Zorori: Uchu no Yusha-tachi (2015)